# Быстроистокский район
Быстроисто́кский райо́н — административно-территориальное образование (сельский район) и муниципальное образование (муниципальный район) в Алтайском крае России.
Административный центр — село Быстрый Исток, расположенное в 112 км к югу от Барнаула.

## География
Район расположен в юго-восточной части края по обоим берегам реки Обь. Левобережная часть расположена в малолесных и болотистых долинах рек Песчаная и Ануй. Правобережная - на высоком берегу реки Обь в Приобском бору. Граничит с Зональным и Троицким районами края на правом берегу Оби, Смоленским и Петропавловским - на левом и Усть-Пристанским  районом - на обоих берегах.

### Рельеф
Рельеф увалисто-волнистый, над пойменной террасой рек — равнинный. На территорию района выходит Колыванская грива. Климат континентальный. Средняя температура января −18 °C; июля +18,6 °C. Годовое количество осадков — 470 мм.

### Гидрография
Основной рекой, протекающей по территории района является Обь. На левом берегу в неё впадают Песчаная (по которой проходит граница со Смоленским районом), Ануй и Исток. На правом берегу крупных притоков нет. В реку впадают лишь ручьи, вытекающие из Приобского бора. Единственный водоток, имеющей статус реки, впадающий в Обь на правом берегу - Амурка.
На территории района расположены озёра Завьялово, Золотуха, Яровское, Казанка (все на левом берегу). 
Значительная часть территорий на левом берегу сильно заболочена. Крупнейшие болота Волчье, Источное и Ад.

### Флора и фауна
Почвы чернозёмные, а растительность представлена сосной, елью, пихтой, берёзой, тополем, осиной. Обитают: коза, лось, лиса, заяц, волк, ондатра, бобр (с начала 2000-х годов).

## Население
| 1959    | 1996    | 1997    | 1998    | 1999    | 2000    | 2001    |
| ------- | ------- | ------- | ------- | ------- | ------- | ------- |
| 20 056  | ↘14 000 | ↘13 800 | ↘13 501 | ↘13 301 | ↘13 200 | ↘13 000 |
| 2002    | 2003    | 2004    | 2005    | 2006    | 2007    | 2008    |
| ↘12 600 | ↘12 410 | ↘12 106 | ↘11 701 | ↘11 464 | ↘11 238 | ↘11 123 |
| 2009    | 2010    | 2011    | 2012    | 2013    | 2014    | 2015    |
| ↘10 930 | ↘10 150 | ↘10 096 | ↘9951   | ↘9791   | ↘9564   | ↘9378   |
| 2016    | 2017    | 2018    | 2019    | 2020    | 2021    |         |
| ↘9118   | ↘8955   | ↘8834   | ↘8633   | ↘8506   | ↘7479   |         |

### Национальный состав[16]
| национальность | мужчин | женчин | всего  | %    |
| -------------- | ------ | ------ | ------ | ---- |
| русские        | 5 510  | 6 415  | 11 925 | 95,5 |
| немцы          | 102    | 102    | 204    | 1,6  |
| украинцы       | 55     | 52     | 107    | 0,86 |
| армяне         | 27     | 11     | 38     | 0,3  |
| азербайджанцы  | 19     | 11     | 30     | 0,24 |
| белорусы       | 8      | 17     | 25     | 0,2  |
| татары         | 12     | 9      | 21     | 0,17 |
| удмурты        | 7      | 12     | 19     | 0,15 |

## Административно-муниципальное устройство
Быстроистокский район с точки зрения административно-территориального устройства края включает 8 административно-территориальных образований — 8 сельсоветов.
Быстроистокский муниципальный район в рамках муниципального устройства включает 8 муниципальных образований со статусом сельских поселений:
| № | Сельское поселение         | Административный центр | Количество населённых пунктов | Население (чел.) | Площадь (км²) |
| - | -------------------------- | ---------------------- | ----------------------------- | ---------------- | ------------- |
| 1 | Акутихинский сельсовет     | село Акутиха           | 2                             | ↘940             | 491,97        |
| 2 | Быстроистокский сельсовет  | село Быстрый Исток     | 1                             | ↘3159            | 72,08         |
| 3 | Верх-Ануйский сельсовет    | село Верх-Ануйское     | 2                             | ↘1021            | 165,57        |
| 4 | Верх-Озёрнинский сельсовет | село Верх-Озёрное      | 1                             | ↘423             | 304,68        |
| 5 | Новопокровский сельсовет   | село Новопокровка      | 1                             | ↘859             | 160,43        |
| 6 | Приобский сельсовет        | село Приобское         | 1                             | ↘732             | 213,41        |
| 7 | Усть-Ануйский сельсовет    | село Усть-Ануй         | 1                             | ↘209             | 279,05        |
| 8 | Хлеборобный сельсовет      | село Хлеборобное       | 3                             | ↘1039            | 236,88        |

По результатам референдума 10 октября 2010 года к району был присоединён Солдатовский сельсовет Петропавловского района.
В 2011 году Солдатовский и Акутихинский сельсоветы объединены в Акутихинский сельсовет.

### Населённые пункты
В Быстроистокском районе 12 населённых пунктов:

| Быстрый Исток | ↘3159 |
| Верх-Ануйское | ↘1148 |
| Акутиха       | ↘1063 |
| Новопокровка  | ↘859  |

| Хлеборобное  | ↘797 |
| Приобское    | ↘732 |
| Верх-Озёрное | ↘423 |
| Смоленский   | ↘351 |

| Усть-Ануй    | ↘209 |
| Солдатово    | ↘116 |
| Первомайский | ↘37  |
| Новосмоленка | →18  |

## История
15 января 1944 года 9 сельсоветов Быстроистокского района были переданы в новый Петропавловский район.

## Экономика
Основное направление экономики — сельское хозяйство: мясомолочное животноводство, производство зерна, подсолнечника. На территории района находятся сырзавод, сеть общеобразовательных школ, детских дошкольных учреждений, больниц, клубов, кинотеатр, профтехучилище, оптово-розничное предприятие «Рябинка» по производству и реализации мебели. Общая экономическая ситуация в районе очень тяжелая: большинство крестьянских и фермерских хозяйств малорентабельны и не создают достаточного количества рабочих мест, промышленности практически нет, сфера обслуживая не развита. Транспортная доступность населённых пунктов достаточна плохая: дорога Смоленское — Быстрый Исток узкая, извилистая, часто заметается снегом в зимнее время, автобусы ходят редко (как правило одна пара рейсов в день). В село Акутиха (на правом берегу Оби) - улучшенная грунтовая дорога от села Соколово Зонального района. Левобережная часть района находится на большому удалении от Бийска и Барнаула. Речное сообщение с Быстрым Истоком окончательно прервано в 2015 году после демонтажа пристани, однако уже с конца 1980-х годов оно было чрезвычайно затруднено обмелением протоки, на которой стоит село. Аналогичная ситуация наблюдается и в Акутихе, где ещё в конце 1980-х годов пришлось выносить пристань на 4 км ниже села в связи с обмелением протоки.

## Виды

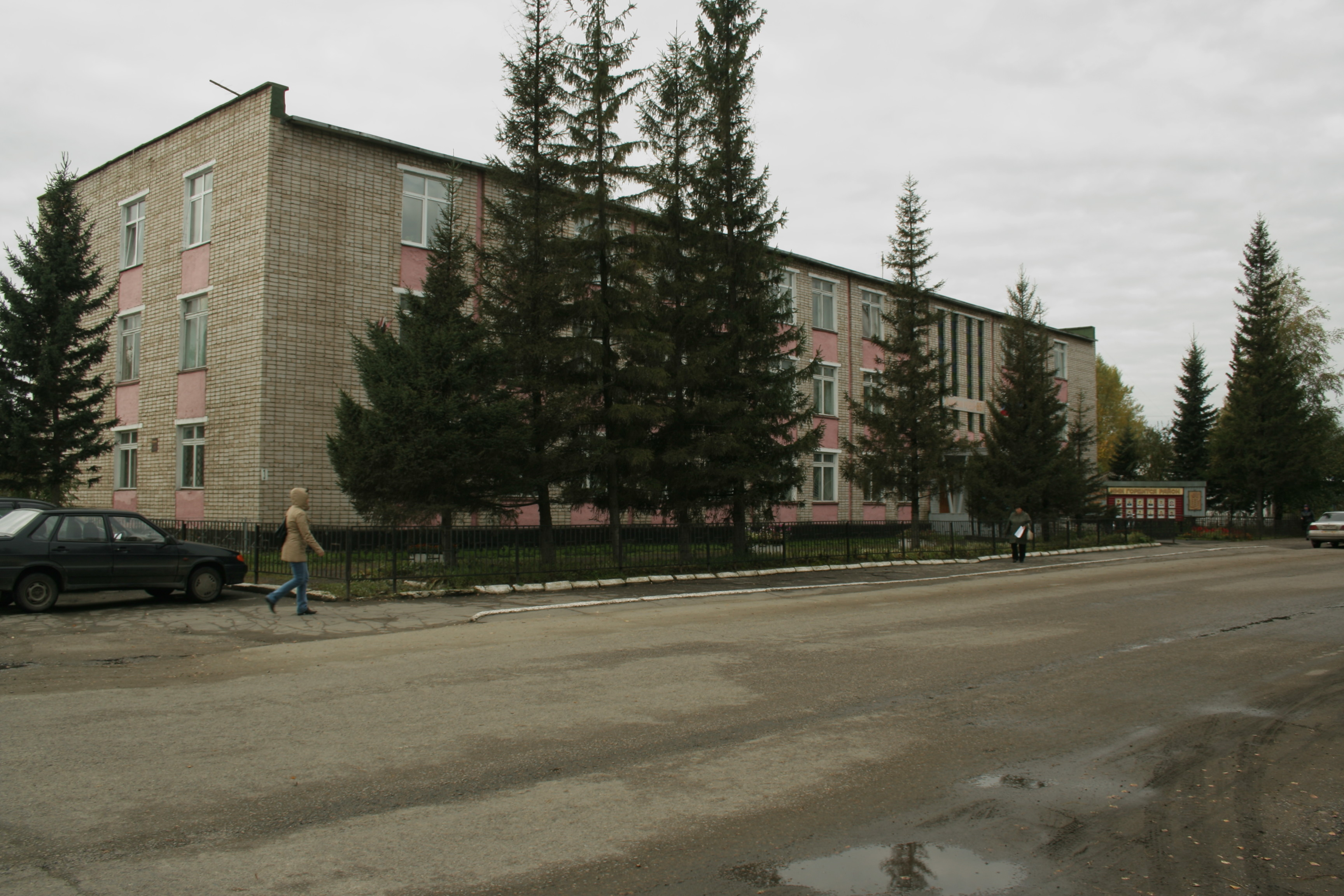
Здание районных органов власти в с. Быстрый исток
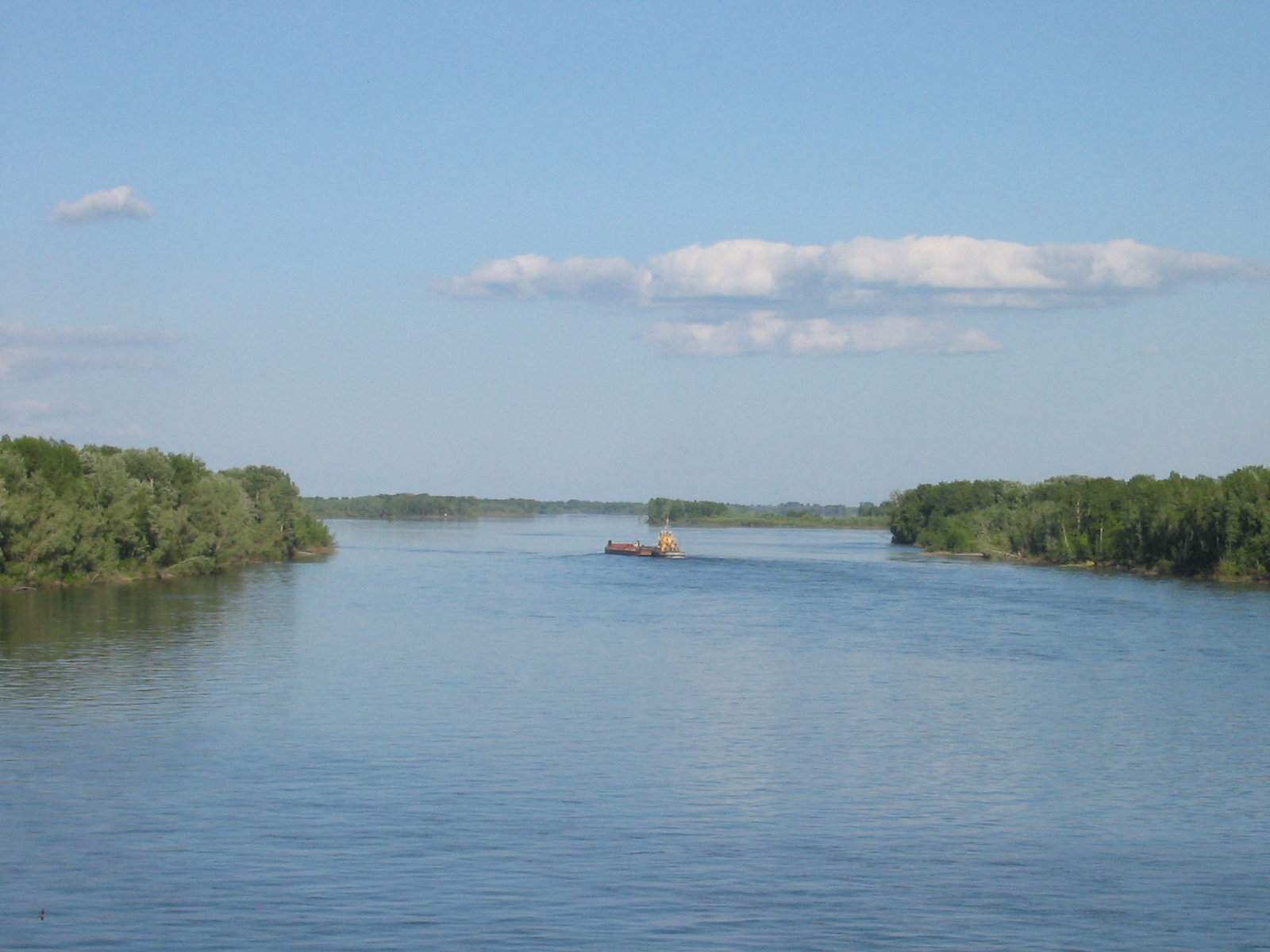
Река Обь на территории Быстроистокского района
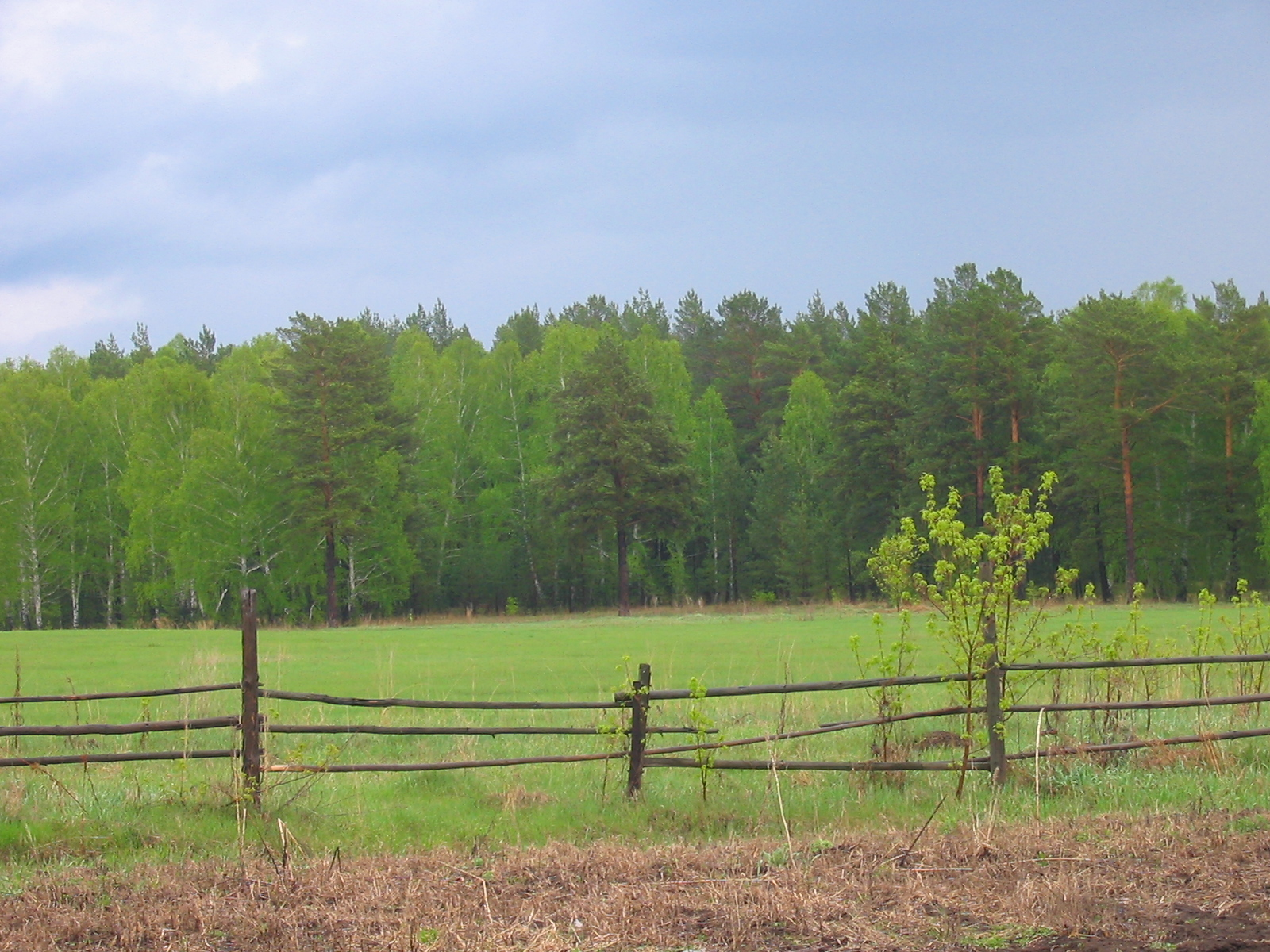
Смешенный лес на правом берегу Оби
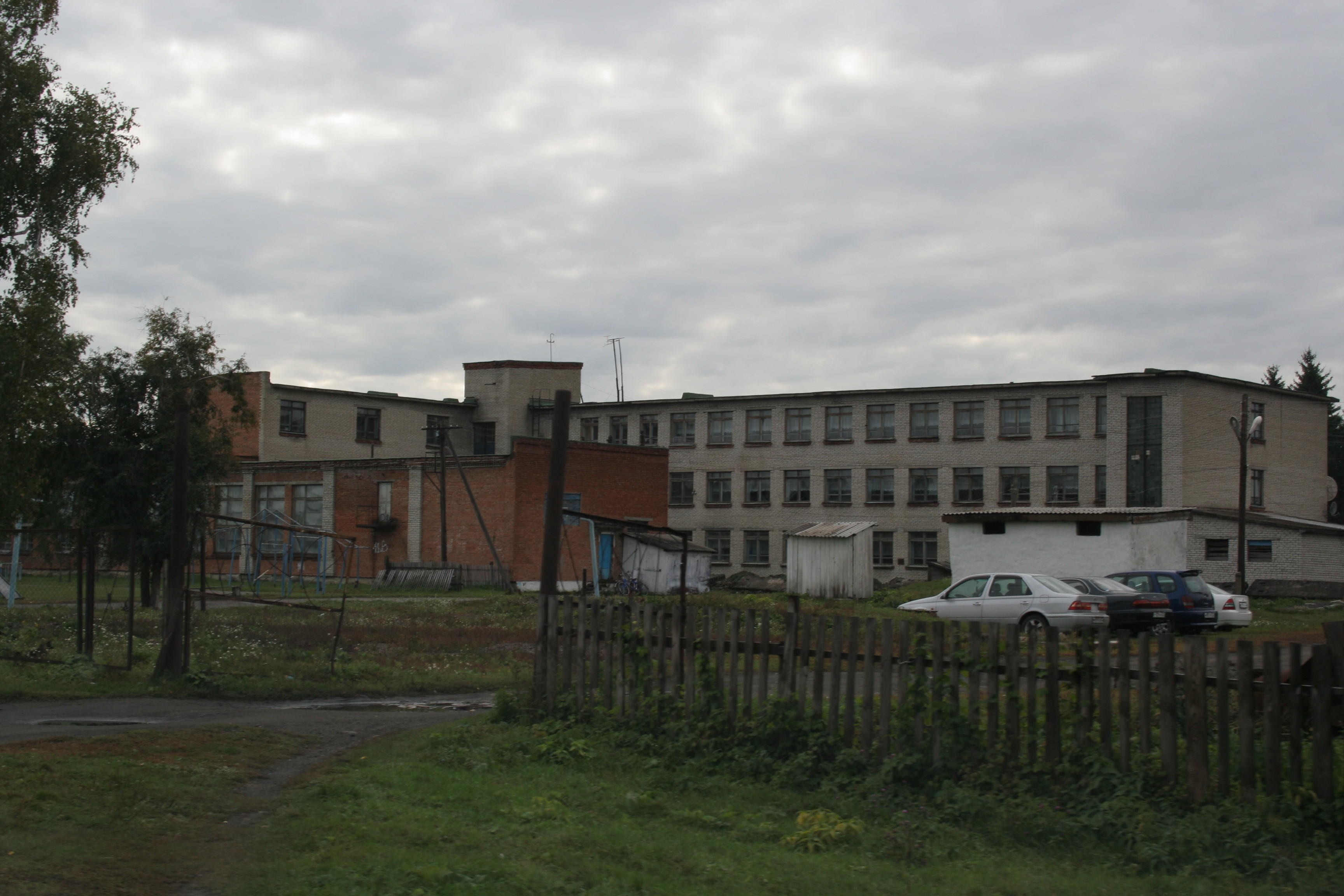
Средняя школа в селе Быстрый исток
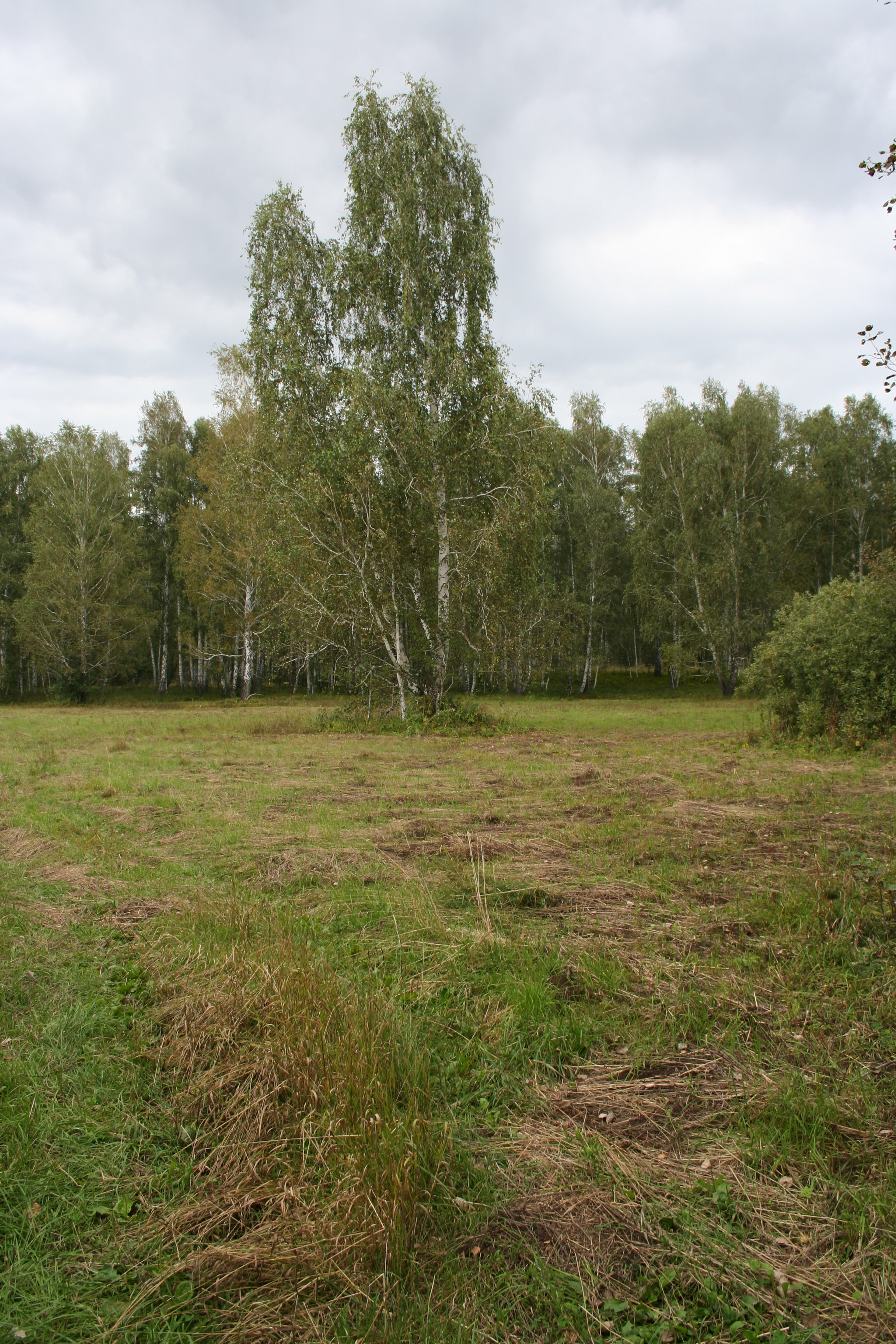
Берёзовая роща
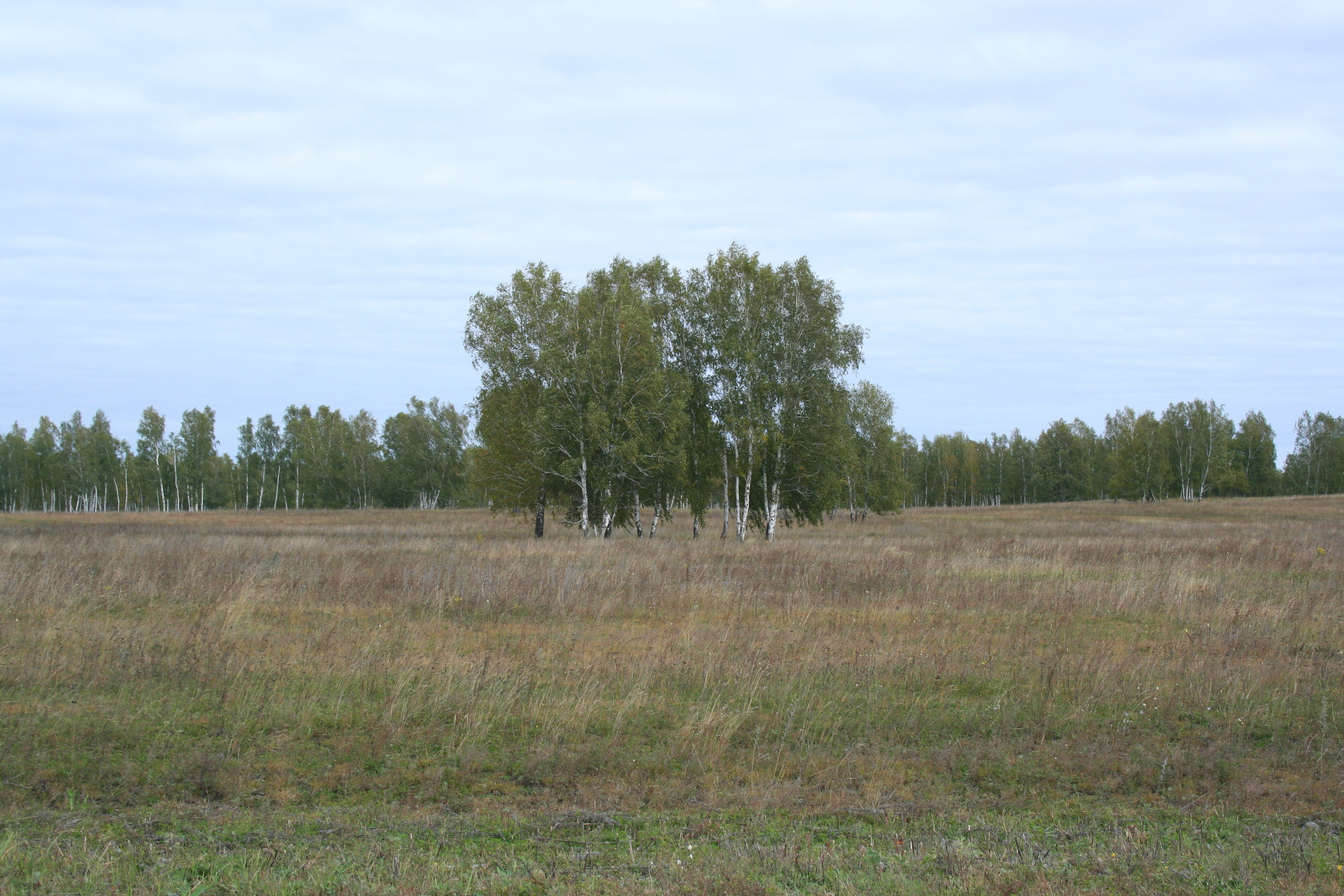
Берёзовые колки на левом берегу реки Обь
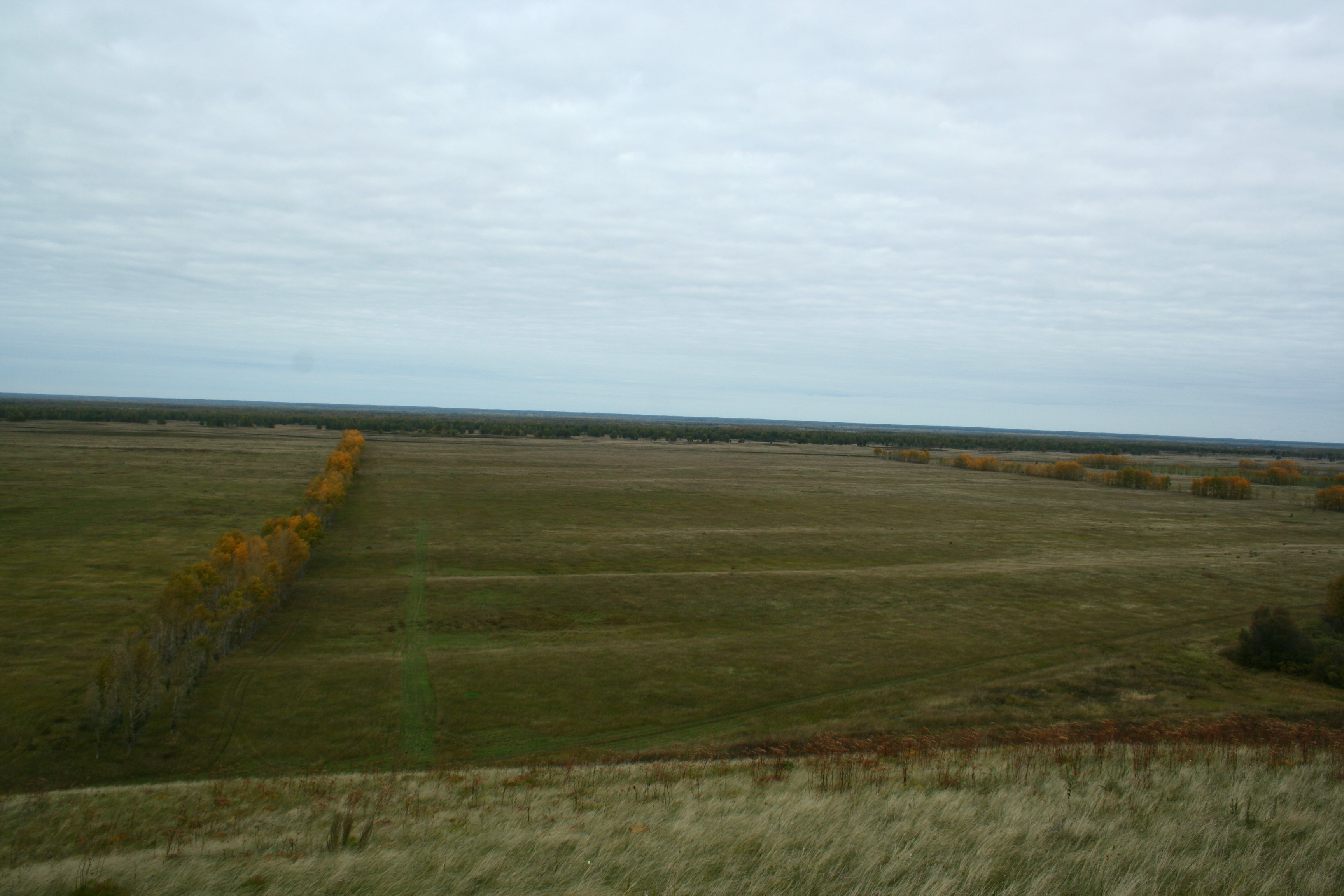
Сенокосные угодья на левом берегу в пойме реки Обь в Быстроистокском районе. Вид с увала левого коренного берега
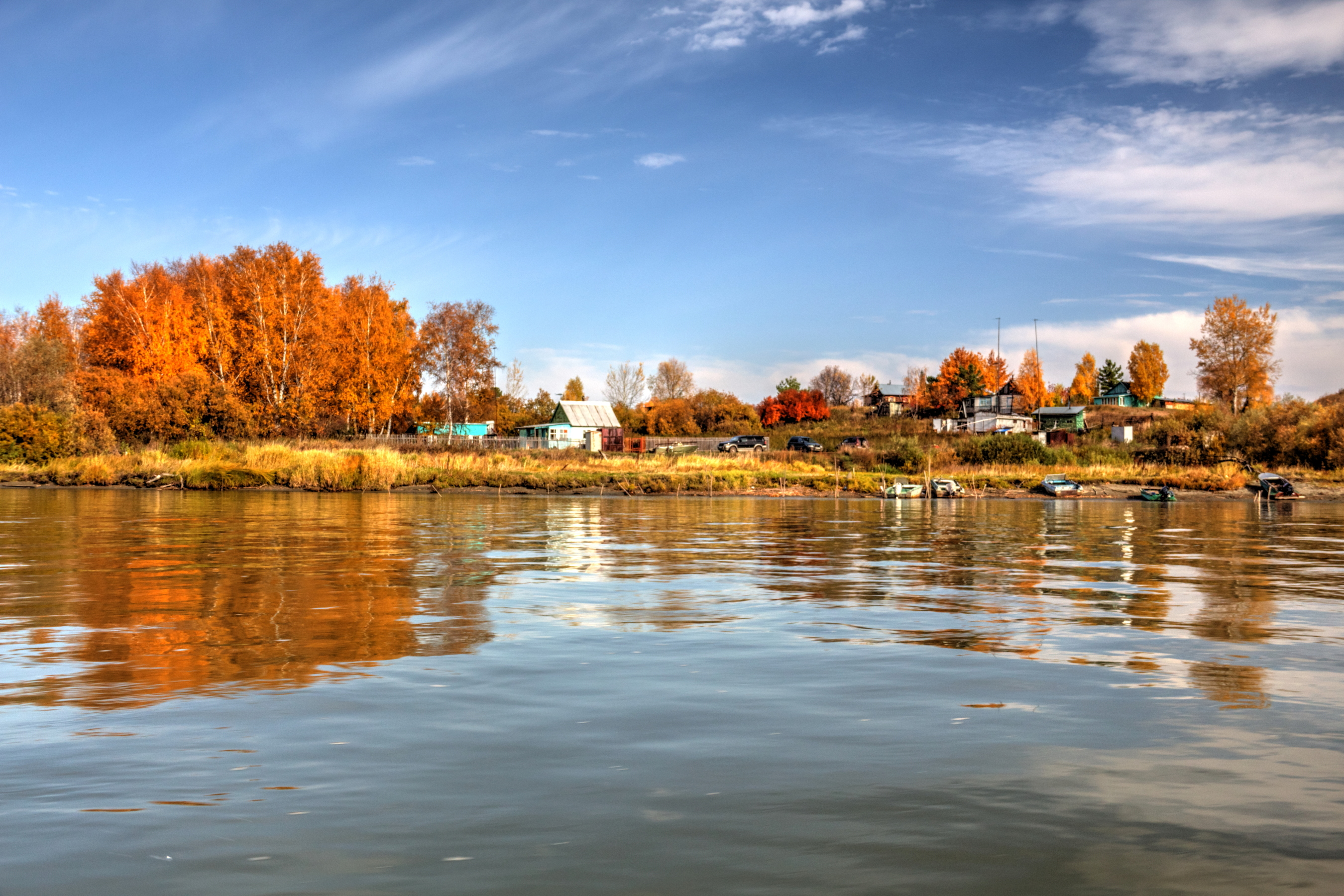
Осень на Оби в Быстроистокском районе.
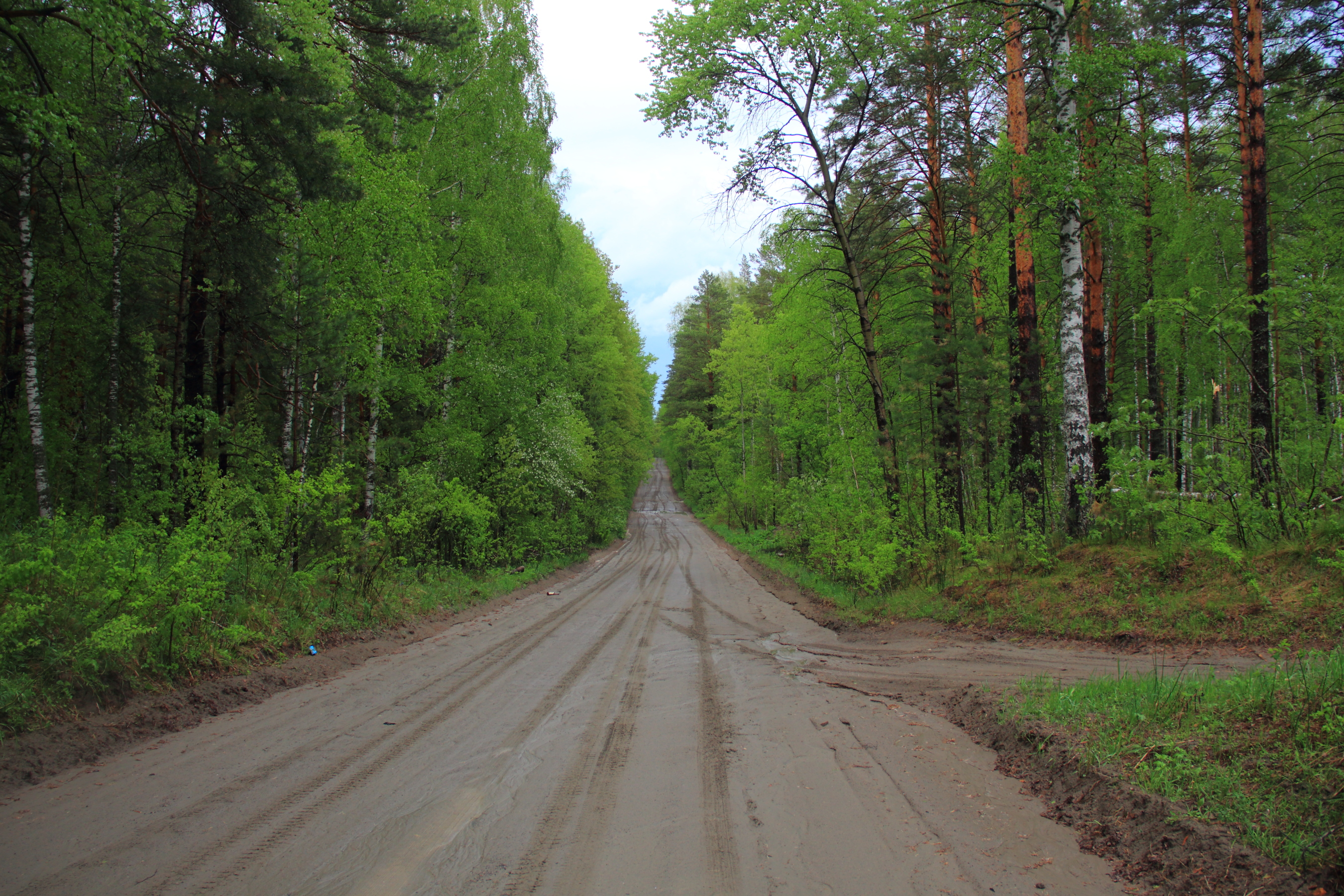
Лесные дороги в правобережной части района
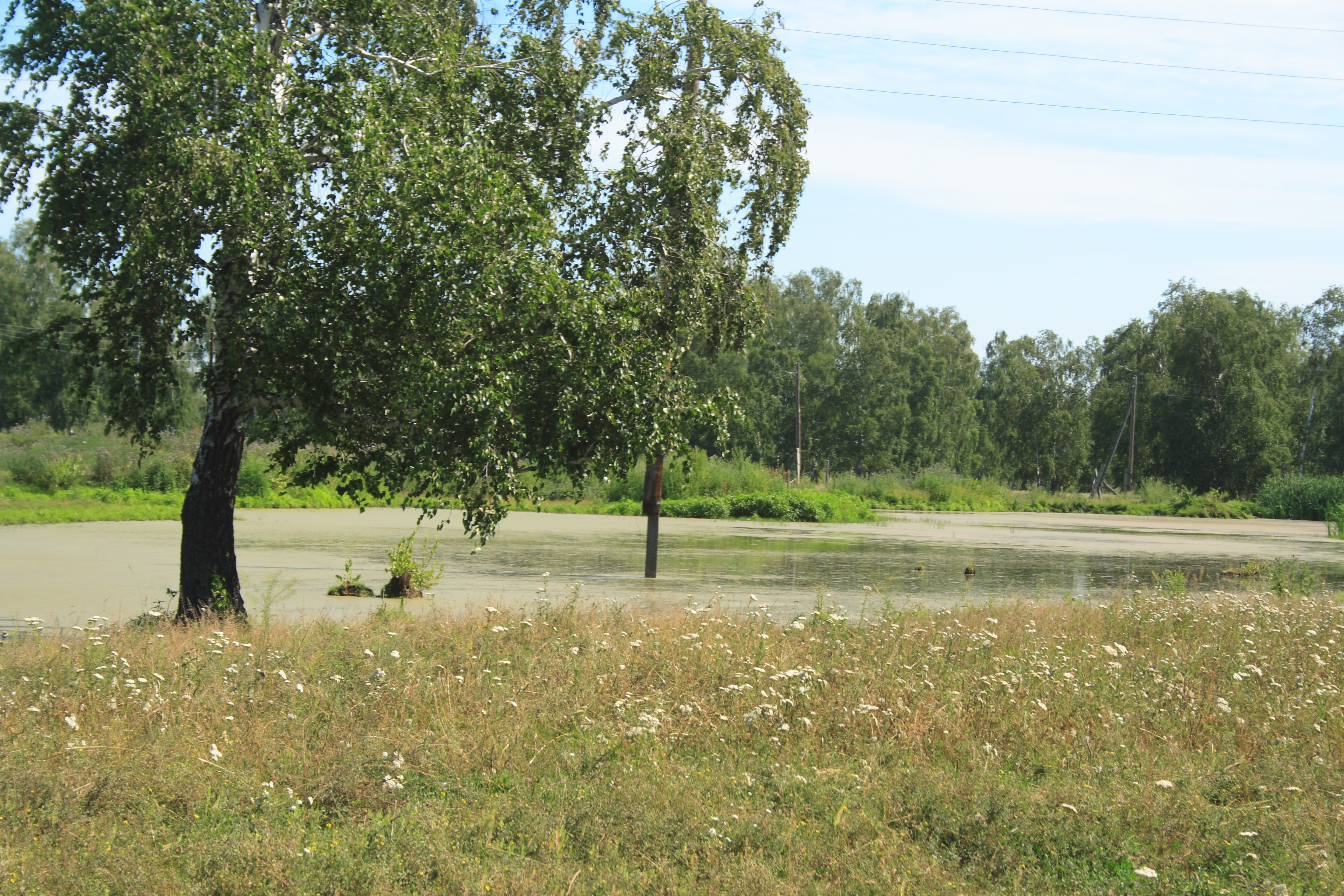
Заболоченная пойма Оби в левобережной части района
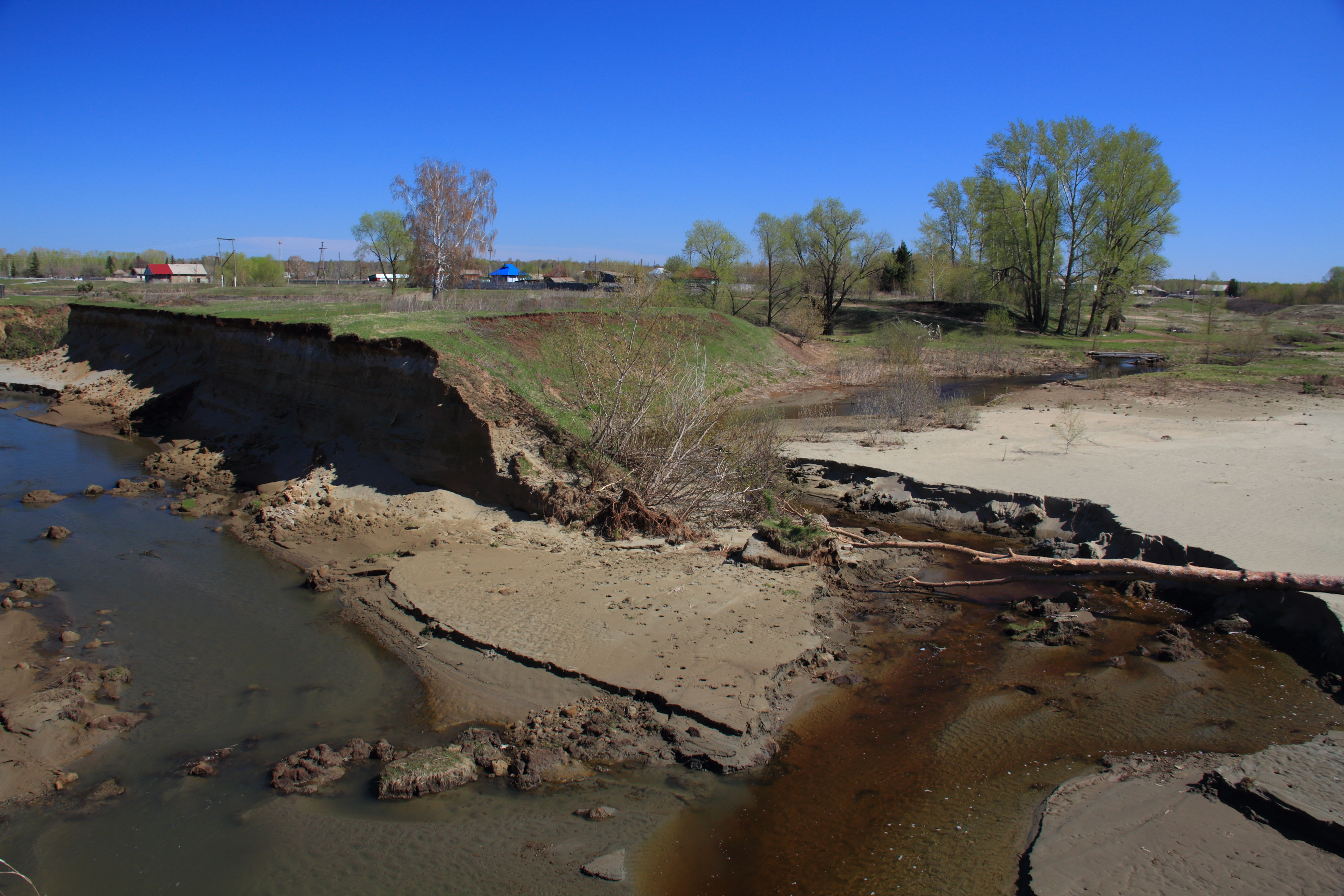
Слияние рек Амурка и Амуринка
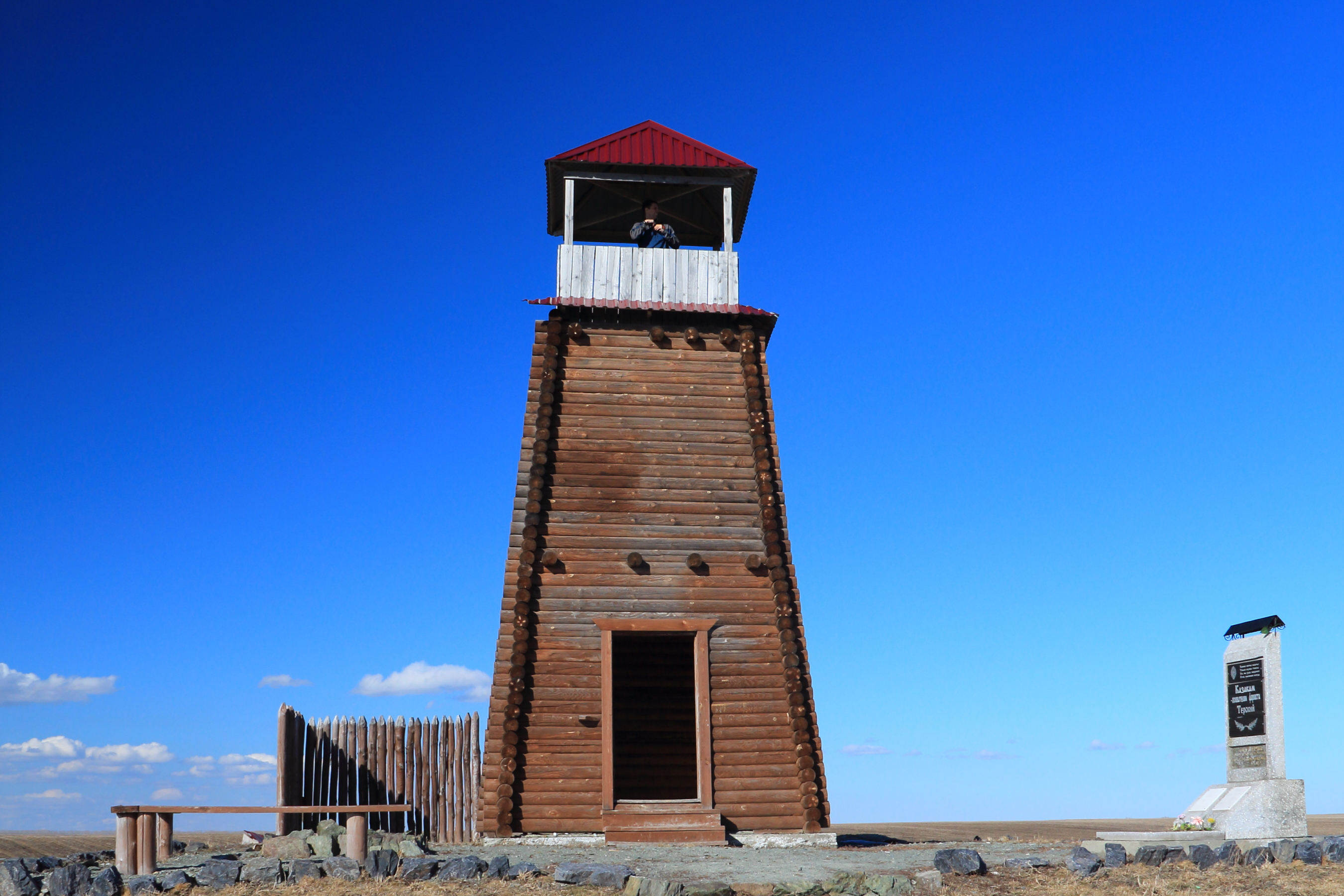
Воссозданная наблюдательная башня Кузнецко-Колыванской оборонительной линии
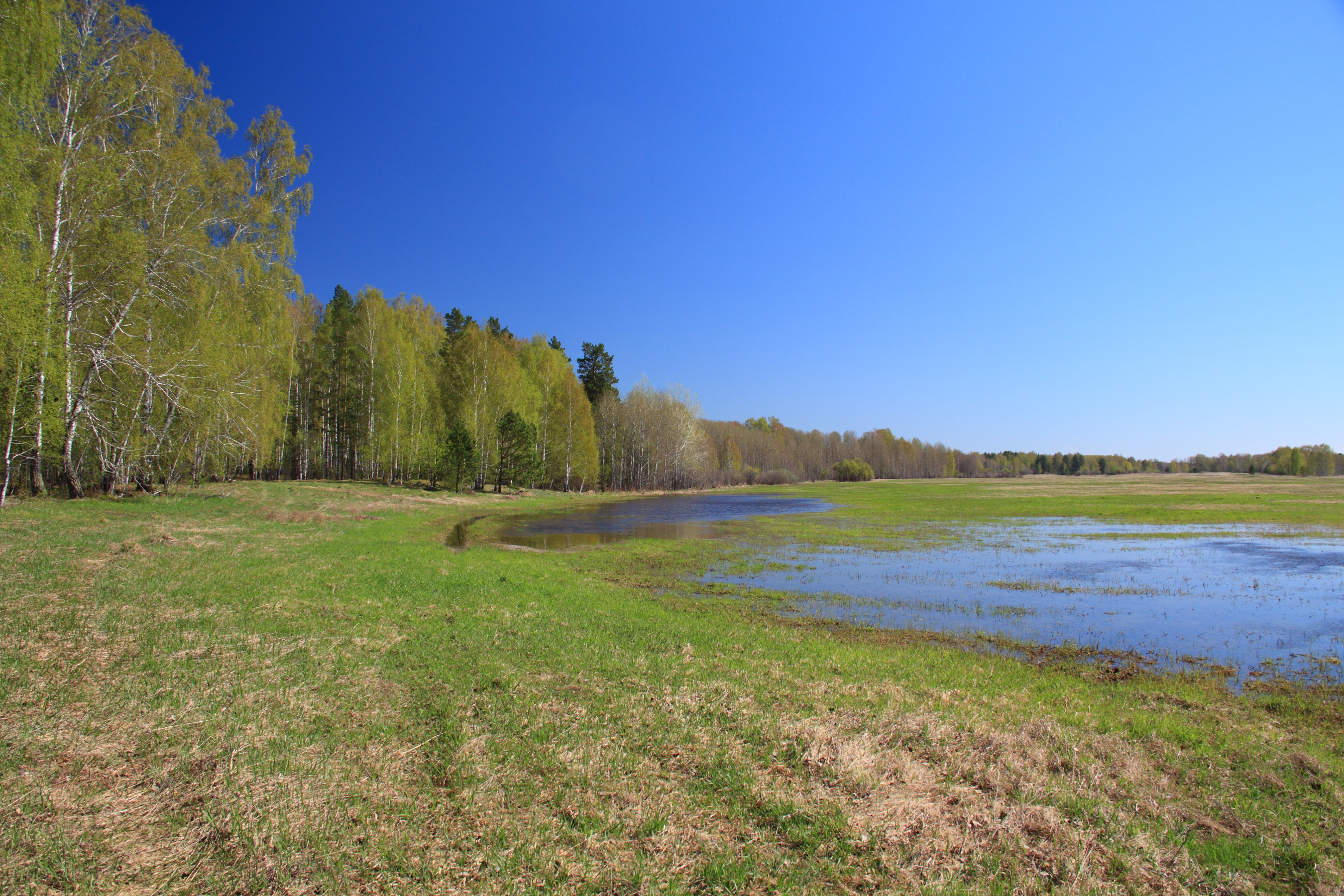
Березовый лес в правобережной части района